# Krasznokamenszk
Krasznokamenszk (oroszul: Краснокаменск) város Oroszország ázsiai részén, a Bajkálontúli határterületen, a Krasznokamenszki járás székhelye. A határterület második legnépesebb városa, az uránérc-bányászat és -feldolgozás központja.

## Elhelyezkedése
Az Arguny-hegység előhegyeiben, száraz sztyeppen, Csitától vasúton 560 km-re, légvonalban 380 km-re délkeletre helyezkedik el. Távolsága a kínai határon fekvő Zabajkalszktól országúton kb. 100 km, Priargunszktól 114 km. Vonattal a városba a Csita–Priargunszk vasútvonalon lehet eljutni; Uruljunguj (Урулюнгуй, az azonos nevű folyó partján) állomástól egy kb. 20 km-es szárnyvonal vezet Krasznokamenszkbe.
A városban töltötte büntetését 2005–2006-ban Mihail Hodorkovszkij orosz üzletember.

## Története, gazdasága
Krasznokamenszk fiatal település, ún. monováros, amely egyetlen nagyvállalat működtetésére jött létre. 1963-ban a jövendő település térségében Oroszország legnagyobb uránérc-lelőhelyét fedezték fel (Sztrelcovi molibdén-uránérc lelőhely). A kitermelésre és feldolgozásra 1968-ban alapított vállalat (mai nevén: Priargunszki Bányászati és Vegyipari Egyesülés, oroszul: Приаргунское производственное горно-химическое объединение) először 1970-ben bocsátott ki uránt, ezen kívül molibdént, mangánt, kénsavat, stb. állít elő, hidrometallurgiai részlege, szénbányászata, hőerőműve van. 1994 óta részvénytársasági formában működik. A cég az Atomredmetzoloto nevű holdinghoz tartozik, amely a Roszatom állami atomenergetikai konszern bányászati divíziója.
A bányákkal és a feldolgozókombináttal párhuzamosan épült a város, alakultak meg intézményei és a helyi szükségleteket kielégítő termelő- és kereskedelmi vállalatai. 1977-ben az akkor létrehozott, 12 településből álló járás székhelye lett. A város tizenkét különálló lakótelepből (mikrorajonból) áll, kettő közülük magántulajdonban van.

## Népessége
- 1989-ben kb. 54 900 fő
- 2002-ben 55 920 fő[4]
- 2010-ben 55 666 fő[5]
- 2017-ben 52 627 fő volt.